# Az égig érő paszuly

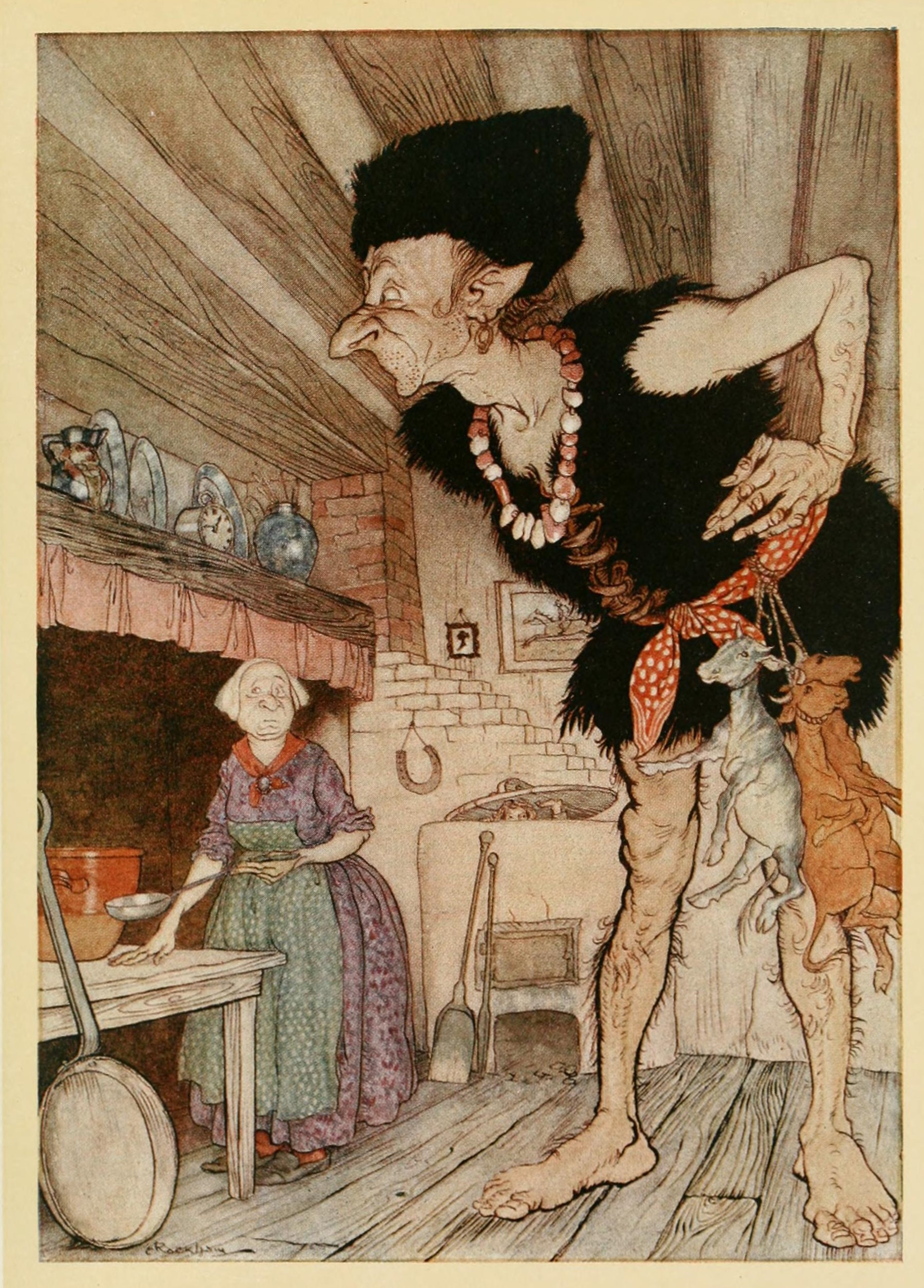
Arthur Rackham illusztrációja (1918)

Az égig érő paszuly (angol címén Jack and the Beanstalk) egy jól ismert, mára már klasszikussá vált tündérmese, amely Nagy-Britanniából származik. A történet a címadó főhősről, Jackről szól (magyarul csak a "Fiú" néven emlegetik), aki édesanyjával és tehenükkel együtt él egy farmon.

## Történet
Egyszer Jack elvitte a tehenet egy vásárra, hogy eladja. Sikerült eladnia az állatot egy embernek, aki cserébe babokat adott a fiúnak. Otthon az anyja nem örült a vásárnak, és mérgében aludni küldte Jacket. Kiderült, hogy ez a bab nem akármilyen bab, mert varázsereje van: az éjszaka során hatalmasra nőtt, egészen az égboltig (mint ahogy a cím is mondja). Kiderült, hogy az óriás paszuly tetején egy kastély van, ahol egy asszony és a férje, maga a hétfejű sárkány, lakozik. Az asszony befogadja Jacket. A sárkány nem is sejtette, hogy idegen van a házukban. Később kiszaglászta, úgyhogy a fiúnak menekülnie kellett. Le is mászott a paszulyról, és egészen a házukig futott, ahol az anyja már várt rá. Otthon átadott egy aranytojást tojó tyúkot az édesanyjának, amit a kastélyból szerzett. Így Jack és az édesanyja meggazdagodott.

## Feldolgozások
A mese klasszikus történetnek számít, és a világ egyik leghíresebb történeteként tartják számon. Többször feldolgozták már filmként, a legutóbbi a 2013-as Az óriásölő (Jack the Giant Slayer) című produkció volt. Egy videójáték formájában is megjelent már a történet, valamint tévésorozatok és filmek is utaltak rá különféle módokon. A főszereplő, Jack pedig az angol folklór egyik híres figurájává vált.